# Trnavské mýto

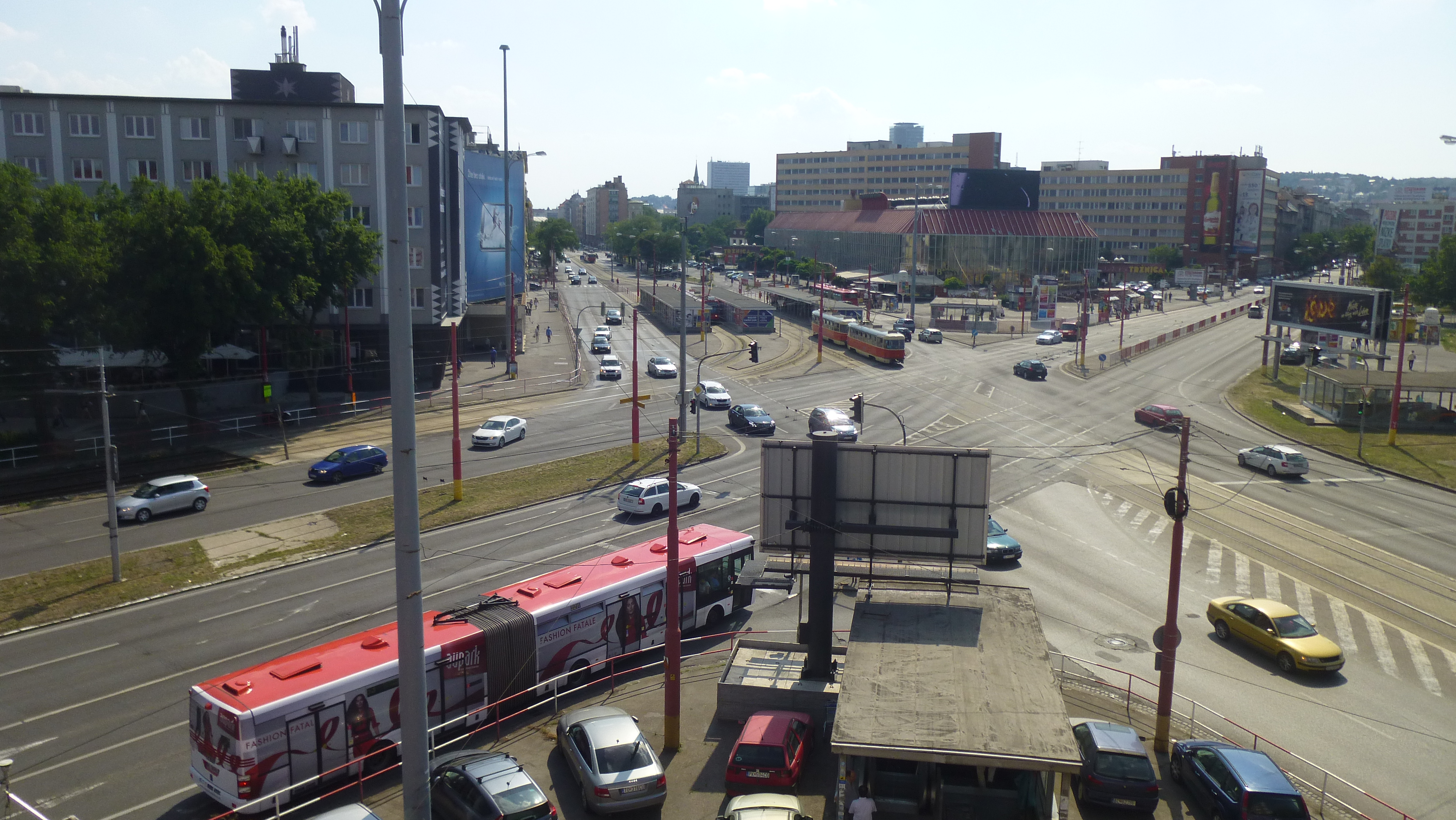
Die Kreuzung am Platz im Jahr 2014 mit der Neuen Markthalle, Blick Richtung Altstadt

Trnavské mýto (deutsch wörtlich „Tyrnauer Maut“) ist ein Platz und eine Kreuzung in der slowakischen Hauptstadt Bratislava, im südöstlichen Teil des Stadtteils Nové Mesto (deutsch Neustadt), direkt an der Grenze zum Stadtteil Ružinov und unweit der Grenze zum Stadtteil Staré Mesto (deutsch Altstadt).
Der Platz am Treffpunkt der Straßen Vajnorská, Trnavská cesta, Krížna und Šancová ist ein wichtiger Verkehrsknotenpunkt in Bratislava. Neben den vorher genannten Straßen ist er im ÖPNV-System des Betreibers Dopravný podnik Bratislava über die mehrteilige Haltestelle Trnavské mýto bedient, deren Einzelstandorte über eine Unterführung unterhalb der Kreuzung verbunden sind. Von dieser Haltestelle verlaufen Buslinien in alle Richtungen, Straßenbahnlinien vom Stadtzentrum in nordöstliche Richtung zum Bahnhof Bratislava-Nové Mesto und nach Zlaté piesky sowie in östliche Richtung über die Straße Miletičova nach Ružinov, dazu O-Bus-Linien von der Straße Šancová her Richtung Trnavská cesta und Miletičova.

## Historisches

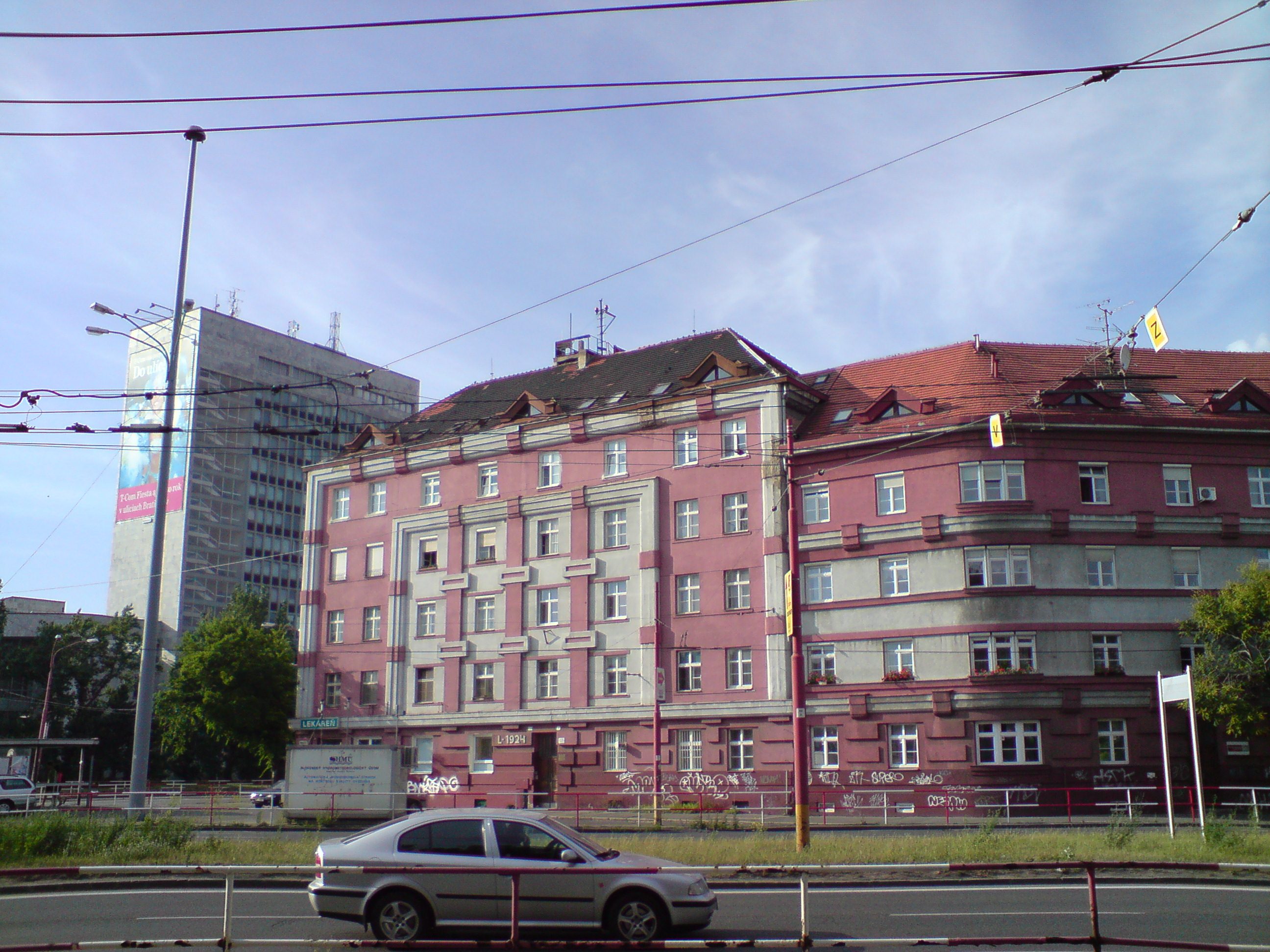
Wohnhäuser an der nordöstlichen Seite

Die Kreuzung hinter den alten städtischen Schanzen war Standort einer Mautstelle von Pressburg heraus, am Anfang der Vajnorer Straße (heute slowakisch Vajnorská ulica) nach Vajnory sowie der Tyrnauer Straße (heute slowakisch Trnavská cesta) nach Trnava und Nitra. Die ersten städtischen Strukturen entwickelten sich im späten 18. Jahrhundert, 1783 stand hier ein Kreuz und eine Nepomuk-Statue. Die offene Fläche unweit der Mautstelle und einer Gaststätte wurde im frühen 19. Jahrhundert zu einem Freiluftmarkt, zuerst Viehmarkt, später ein Lebensmittelmarkt, in dem landwirtschaftliche Erzeugnisse aus den umliegenden Dörfer, vor allem aus der Großen Schüttinsel, angeboten waren. Die Bedeutung stieg noch in den 1840er Jahren, als 1840 in der Nähe ein Bahnhof der Pressburg-Tyrnauer Eisenbahn (ursprünglich Pferdeeisenbahn) errichtet worden war.
Nach und nach wurde die Umgebung des Platzes bebaut. Der Hauptfreiluftmarkt der Stadt verblieb hier bis in die 1960er Jahre, mit dem Bau des Gewerkschaftshauses Istropolis musste er in den heutigen Stadtort an der Miletičova verlegt werden. 1975 entstand die Unterführung unter der Kreuzung. Die mehrere Jahre dauernde Errichtung des Gewerkschaftshauses wurde 1981 mit der Eröffnung des großen Saals (2022 abgerissen) abgeschlossen. Zugleich wurde der Platz in Námestie Františka Zupku umbenannt, nach einem Funktionär der KSČ. 1983 baute man die Neue Markthalle gegenüber dem Gewerkschaftshaus. Zum 1. April 1991 erfolgte die Umbenennung in Trnavské mýto.